# Telmatactis collaris
Telmatactis collaris is een zeeanemonensoort uit de familie Isophelliidae.
Telmatactis collaris is voor het eerst wetenschappelijk beschreven door Stimpson in 1856.